# Alemania en los Juegos Olímpicos de Estocolmo 1912
Alemania estuvo representada en los Juegos Olímpicos de Estocolmo 1912 por un total de 185 deportistas que compitieron en 14 deportes.  
El portador de la bandera en la ceremonia de apertura fue el atleta Karl von Halt.

## Medallistas
El equipo olímpico alemán obtuvo las siguientes medallas:
| Nombre | Deporte            | Competición                |
| --- | ------------------ | -------------------------- |
| Oro |                    |                            |
| Walter Bathe | Natación           | 200 m braza M              |
| Walter Bathe | Natación           | 400 m braza M              |
| Albert Arnheiter Hermann Wilker Otto Fickeisen Rudolf Fickeisen Otto Maier                                                          | Remo               | Cuatro con timonel (M4+) M |
| Paul Günther | Saltos             | Trampolín 3 m M            |
| Dorothea Köring Heinrich Schomburgk                                                                                                 | Tenis              | Dobles mixto al aire libre |
| Plata |                    |                            |
| Hans Braun | Atletismo          | 400 m M                    |
| Hans Liesche | Atletismo          | Salto de altura M          |
| Rabod von Kröcher (Dohna) | Hípica             | Saltos ind.                |
| Friedrich von Rochow (Idealist) | Hípica             | Concurso completo ind.     |
| Friedrich von Rochow (Idealist) Eduard von Lütcken (Blue Boy) Carl von Moers (May Queen) Richard von Schaesberg-Tannheim (Grundsee) | Hípica             | Concurso completo por eqs. |
| Georg Gerstäcker | Lucha grecorromana | 60 kg M                    |
| Otto Fahr | Natación           | 100 m espalda M            |
| Wilhelm Lützow | Natación           | 200 m braza M              |
| Wally Dressel Louise Otto Hermine Stindt Grete Rosenberg                                                                            | Natación           | 4 × 100 m libre F          |
| Albert Zürner | Saltos             | Plataforma 10 m M          |
| Hans Luber | Saltos             | Trampolín 3 m M            |
| Dorothea Köring | Tenis              | Individual al aire libre F |
| Alfred Goeldel | Tiro               | Foso M                     |
| Bronce |                    |                            |
| Sigismund Freyer (Ultimus) Wilhelm von Hohenau (Pretty Girl) Ernst Deloch (Hubertus) Federico Carlos de Prusia (Gibson Boy)         | Hípica             | Saltos por eqs.            |
| Paul Kellner | Natación           | 100 m espalda M            |
| Paul Malisch | Natación           | 200 m braza M              |
| Otto Liebing Max Bröske Fritz Bartholomae Willi Bartholomae Werner Dehn Rudolf Reichelt Hans Matthiae Kurt Runge Max Vetter         | Remo               | Ocho con timonel (M8+) M   |
| Kurt Behrens | Saltos             | Trampolín 3 m M            |
| Oscar Kreuzer | Tenis              | Individual al aire libre M |
| Erich Graf von Bernstorff Franz von Zedlitz und Leipe Horst Goeldel Albert Preuß Erland Koch Alfred Goeldel                         | Tiro               | Tiro al pichón por eqs. M  |